# 大阪警察病院
大阪けいさつ病院（おおさかけいさつびょういん）は、大阪市天王寺区にある、社会医療法人大阪国際メディカル＆サイエンスセンターが運営する警察病院。

## 指定
- 厚生労働省指定臨床研修指定病院
- 大阪府ドクターヘリ患者搬送先医療機関
- 大阪府指定第三次救急医療機関
- 大阪府医師会指定第三次救急医療機関
- 大阪府災害拠点病院
- 社会福祉法第二種無料低額診療事業施設
- DPC（診断群分類別包括評価制度）対象病院 DPC特定病院群
- 一般病棟入院基本料（7対1入院基本料）
- 大阪府がん診療拠点病院
- 大阪府肺炎専門医療機関
- 大阪府地域医療支援病院
- 大阪府難病医療協力病院

## 診療指定
- 保険医療機関
- 労働者災害補償保険法医療機関
- 難病指定機関（医科・歯科）
- 結核指定医療機関
- 児童福祉法による育成医療
- 原子爆弾被害者一般疾病医療取扱医療機関
- 特定疾患治療／小児慢性特定疾患治療
- 児童福祉法及び知的障害者福祉法の措置等に係わる医療
- 生活保護法指定医療機関
- 指定自立支援医療機関
- 指定自立支援医療機関（精神通院医療）
- 肝がん・重度肝硬変治療研究促進事業指定医療機関

## 診療科等
診療科
- 内科（消化器・糖尿病内分泌）
- 呼吸器内科
- 循環器内科
- 心臓血管外科
- 小児科
- 外科（一般外科・乳腺内分泌外科）
- 形成再建外科・美容外科
- 脳神経外科
- 呼吸器外科
- 泌尿器科
- 婦人科
- 耳鼻咽喉科・頭頸部外科
- リハビリテーション科
- 放射線診断科
- 放射線治療科
- 歯科口腔外科
- 病理診断科
- 麻酔科
- ER・救命救急科
- 総合診療科
- 集中治療科

医療センター
- 循環器センター
- ER・救命救急センター
- 内視鏡センター
- 呼吸器センター
- 外来化学療法センター
- 手術医療センター
- 顔面神経・難聴センター
- 前立腺がん治療センター
- 女性骨盤底センター
- 脊椎・脊髄センター
- 血管内治療センター
- 集中治療センター
- 外傷センター
- がん診療センター
- 先進不整脈治療センター
- ロボット手術支援センター

特別診療
- セカンドオピニオン外来

## 主な設備
- 磁気共鳴診断装置（3.0T/1.5T）　2台
- マルチスライスCT　64列　2台
- 治療計画用CT　80列　1台
- 核医学診断装置　2台
- 放射線治療装置　1台
- 心臓血管造影撮影装置（バイプレーン含む）　2台
- 頭部血管造影撮影装置（バイプレーン）　1台
- 腹部血管造影撮影装置　1台
- 内視鏡下手術支援ロボットシステム　1式
- デジタルマンモグラフィー　2台
- 耳鼻科用内視鏡下手術システム　1式
- 内視鏡手術システム　9式
- カプセル内視鏡システム　1式
- 電子内視鏡システム[NBI（狭帯域光観察）]　9式
- コンピューテッドラジオグラフィー装置　2台
- 皮膚良性血管病変治療用レーザー装置（V-Beam）　1台
- 経皮的心肺補助装置（PCPS）　3台
- 人工心肺装置　1台
- 個人用血液濾過装置　1台
- 持続緩徐式血液濾過装置　6台
- 超音波診断装置　52台
- 人工呼吸器　24台
- 肺機能測定装置　4台
- トレッドミル　2台
- 輸液ポンプ　160台
- 脳波測定装置　2台
- 3D-CT検査用自動炭酸ガス送気装置　1台
- シリンジポンプ　139台
- マンモトーム　1台
- 前眼部OCT装置　1台
- 眼科用レーザー光凝固装置
- 電子顕微鏡　1台
- 下肢静脈瘤治療用半導体レーザー装置　1台
- 多目的デジタルX線TVシステム　1台
- 脳神経外科手術用ナビゲーションユニット　1台
- FPD搭載回診用X線撮影装置　1台
- 放射線治療装置　1台
- 大動脈バルーンパンピング（IABP）　3台
- 体外衝撃波結石破砕装置　1台
- 整形外科手術用ナビゲーションユニット　1台
- Hybrid　手術室対応多軸型血管撮影装置　1台
- Hybrid　手術台　1台
- 術中血管撮影装置連動ナビゲーションシステム　1台

## 沿革
- 1937年（昭和12年）9月 - 開院　病床数230床（診療科9科）
- 1937年（昭和12年）10月 - 大阪警察病院付属看護婦養成所を院内に開設
- 1959年（昭和34年）2月 - 中央館竣工　病床数450床（診療科11科）
- 1970年（昭和45年）2月 - 人間ドックパピリオン竣工ドック10室（11床）
- 1973年（昭和48年）6月 - 災害救急センター開設　地上4階　地下1階（25床）
- 1974年（昭和49年）4月 - 災害救急外科開設
- 1980年（昭和55年）4月 - 大阪府医師会より三次救急医療機関の指定
- 1993年（平成5年）3月 - 新病院全館竣工 病床数580床（診療科21科）
- 1993年（平成5年）5月 - 地域医療連絡室の開設
- 1998年（平成10年）2月 - 看護専門学校3年課程として発足
- 1999年（平成11年）8月 - 病院機能評価認定
- 2003年（平成15年）2月 - 安全管理センター・感染管理センター・地域医療連携センター開設
- 2003年（平成15年）6月 - 呼吸器科・呼吸器外科開設
- 2004年（平成16年）6月 - 病院機能評価認定（更新）
- 2004年（平成16年）7月 - 付属人間ドッククリニック開設
- 2008年（平成20年）1月 - 大阪府ドクターヘリ患者搬送先医療機関となる
- 2008年（平成20年）2月 - 大阪府より三次救急医療機関の認定を受ける
- 2008年（平成20年）9月 - 大阪府災害拠点病院の指定を受ける
- 2009年（平成21年）4月 - 大阪府がん診療拠点病院の指定を受ける
- 2009年（平成21年）7月 - 病院機能評価認定（Ver.6）
- 2009年（平成21年）12月 - エコアクション21認定
- 2010年（平成22年）11月 - 地域医療支援病院の承認
- 2012年（平成24年）4月 - DPC（診断群分類別包括評価制度）対象病院II群に指定
- 2013年（平成25年）11月 - 内視鏡下手術支援ロボットシステム（ダ・ヴィンチSi）導入
- 2016年（平成28年）11月 - ハイブリッド手術室開設
- 2018年（平成30年）4月 - 運営法人が 一般財団法人大阪府警察協会 より 医療法人警和会へ移管
- 2019年（平成31年）4月 - 医療法人警和会が 西日本電信電話株式会社よりNTT西日本大阪病院を事業譲受、第二大阪警察病院に改称。
- 2022年（令和4年）4月 - 社会医療法人に変更
- 2024年（令和6年）7月 ‐ 法人名称を「大阪国際メディカル＆サイエンスセンター」に変更。病院名も「大阪けいさつ病院」「第二大阪けいさつ病院」に改称。
- 2024年（令和6年）10月 ‐ 大阪けいさつ病院（大阪市天王寺区烏ヶ辻2丁目6-40）1期工事が竣工
- 2024年（令和6年）12月 ‐ 第二大阪けいさつ病院閉院
- 2025年（令和7年）1月 - 大阪けいさつ病院開院

## 病院内の店舗
- 1階にコンビニエンスストア「ローソン」がある。
- 地下1階に理美容室がある。

## 交通アクセス
- 近鉄バス66番「大阪けいさつ病院前」下車（土曜・日曜・祝日と12月30日から翌年の1月4日までは運休）
近鉄「大阪上本町駅」から約9分
- 大阪シティバス22号系統「大阪けいさつ病院」下車
- 大阪環状線「桃谷駅」下車 西へ徒歩約5分
- 近鉄「大阪上本町駅」下車 南へ徒歩約20分
- Osaka Metro谷町線「四天王寺前夕陽ヶ丘駅」下車 東へ徒歩約20分